# Nocchi
Nocchi è una frazione del comune di Camaiore in Provincia di Lucca. Si trova a circa quattro chilometri dal Capoluogo a una quota di circa 110 m s.l.m. È facilmente raggiungibile tramite la Strada Provinciale che collega Camaiore alla città di Lucca.

## Geografia fisica
Il paese, adagiato in una valle divisa in due dal torrente Lucese alle pendici del Monte Prana non è raccolto in un unico borgo ma si divide in vari agglomerati di case che si trovano lungo il corso d'acqua e che assumono vari nomi di località: "Il Piano", "La Chiesa", "Rodeschi", "Di là dall'acqua", "Pompeo" ecc. . Il paesaggio formato da boschi, campi, vigneti e oliveti è inoltre caratterizzato da numerose ville sette-ottocentesche un tempo dimore signorili di nobili lucchesi, da poderi e dalla presenza di numerosi mulini e frantoi (oggi fuori servizio) che fino alla prima metà del Novecento hanno caratterizzato l'economia di questo territorio. Alcune di queste strutture sono state recentemente restaurate ed ospitano attualmente ristoranti, Bed and breakfast, case vacanze ecc. . 
Il nome della frazione deriva da "Noccle" ed è quasi sicuramente un toponimo di origine longobarda.

## Storia
Nocchi è sicuramente uno fra i più antichi villaggi abitati del territorio camaiorese, formatosi su un antico tratto stradale di epoca romana pertinente la probabile Via Cassia, asse viario di fondamentale importanza fino a tutto il Medioevo quando assunse il nome di Via Francigena. Fino all'Ottocento questa era l'unica via maestra che da Camaiore saliva a Nocchi e passando per Friano fino a Montemagno proseguiva per Lucca. Ad essa sembra che appartenesse un cippo stradale (Pietra miliare) di epoca romana ritrovato nel 1700 dallo studioso Cristoforo Martini presso la villa del nobile lucchese Montecatini a Nocchi. Su tale reperto che per molti anni era servito come sostegno dell'altare della chiesa parrocchiale, era incisa un'epigrafe facente riferimento agli imperatori Graziano, Valente e Valentiniano (IV sec. d. C.) . Non si conosce la sua collocazione come pure la sua autenticità non è stata riconosciuta da tutti gli storici.

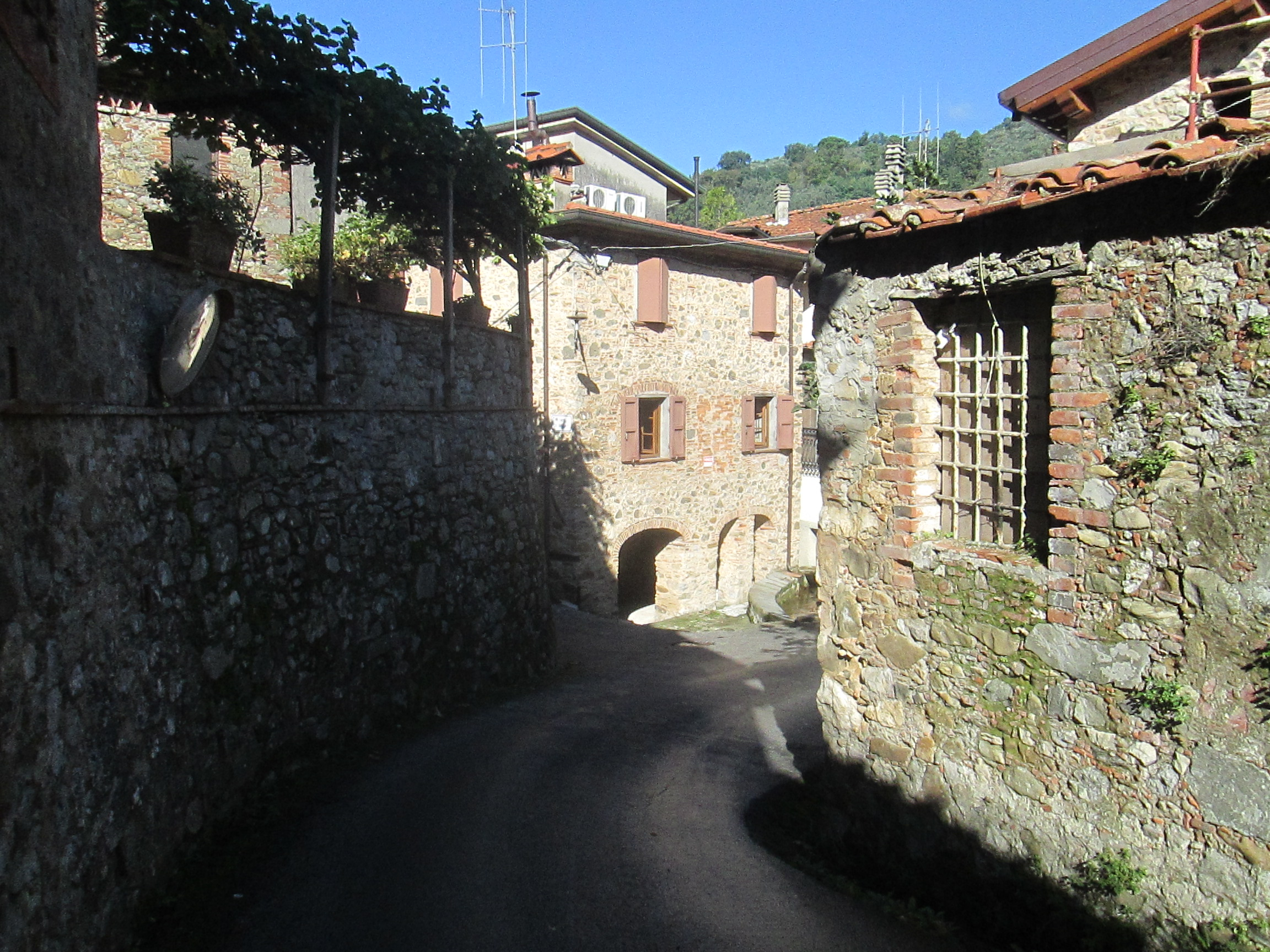
Tratto della probabile via Francigena in loc. "Alla Chiesa"
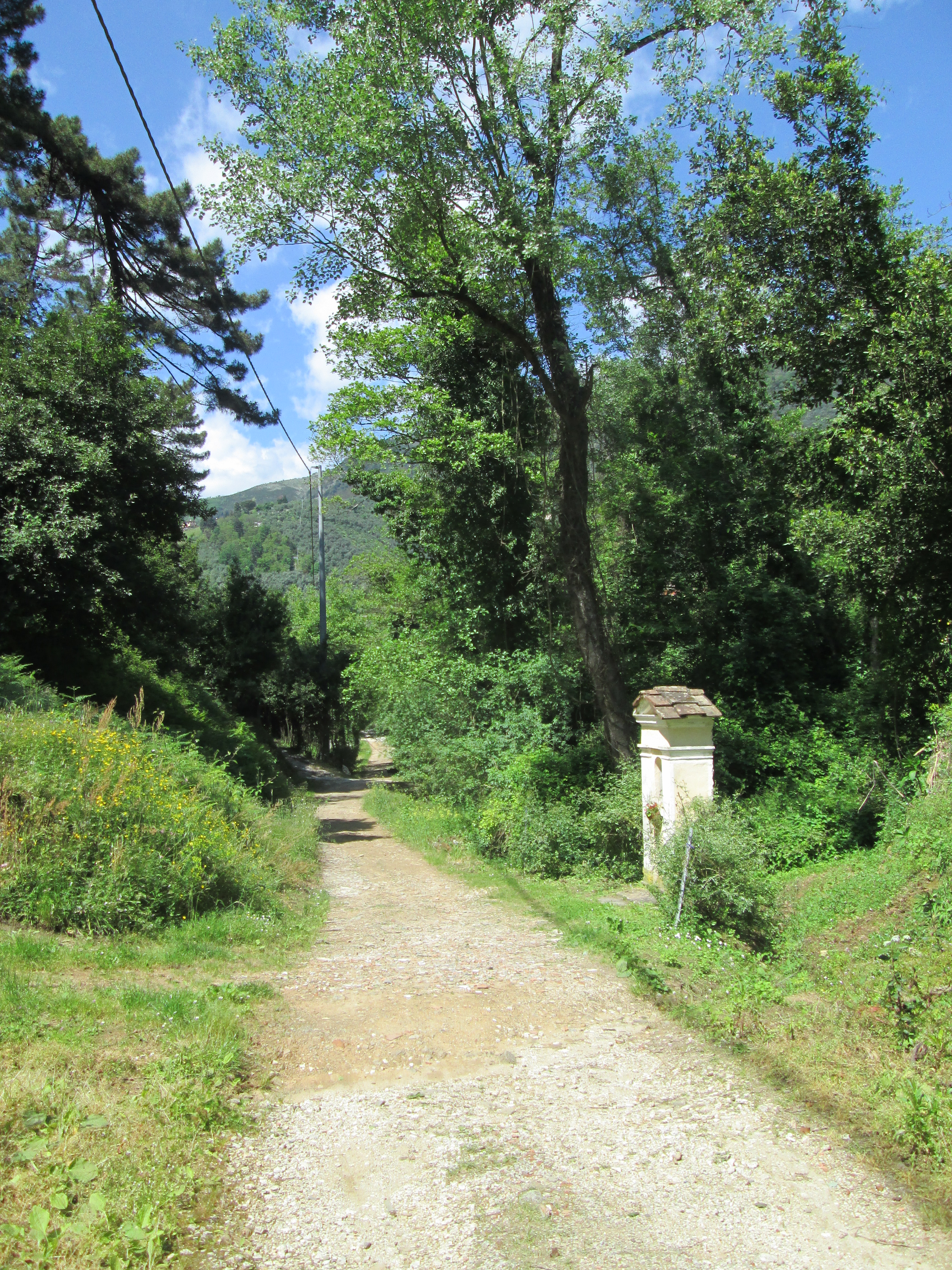
Tratto della probabile via Francigena nell'antica località Friano

### Prime testimonianze storiche
Per avere notizie certe riguardanti il paese dobbiamo aspettare l'anno 818, quando in un documento dell'archivio arcivescovile di Lucca si trova rammentata la chiesa di San Pietro. Da esso sappiamo che la badessa del monastero di S. Lucia in Lucca allora nominava prete Romualdo rettore di detta chiesa la quale era stata donata al monastero dal chierico Audiprando che ne era il fondatore.
"... per cartulam firmasti me in Ecclesia Vestra Sancti Petri,
sita in loco Noccle ubi dicitur Mantiana...qui fuit Audiprandi Clerici"''
Nell'anno 820 la badessa Ghisalperga dona il monastero con tutte le sue pertinenze e quindi anche la chiesa di Nocchi al vescovo di Lucca Pietro. Considerando che il territorio della diocesi era allora suddiviso in pievanie, Nocchi apparteneva alla Pieve di Santo Stefano.
Dal secolo VIII a tutto il secolo XI la nomina del rettore spettava quindi al Pievano (rettore della Pieve) su indicazione dei feudatari del luogo: i Fralminghi; i quali oltre a questo avevano molti altri diritti nei confronti della vicinia di Nocchi, intervenendo in ogni manifestazione pubblica o privata del villaggio.

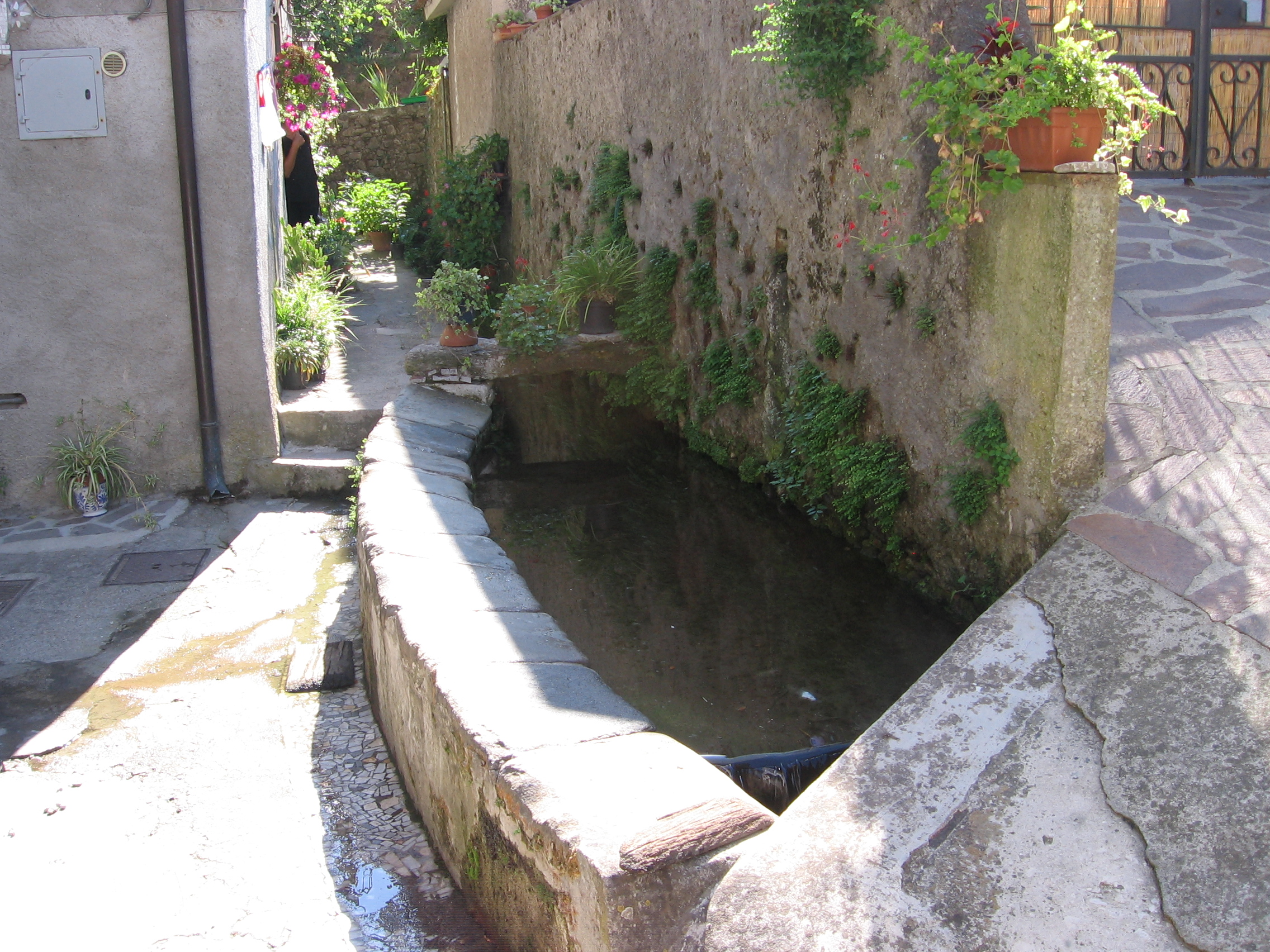
Lavatoio lungo la gora in località "Rodeschi"

### Il Comune rurale
Dalle testimonianze ritrovate in un importante documento del 1234-35 sappiamo che a Nocchi vi era la presenza di una forma associativa a partire dalla seconda metà del 1100. 
In questo periodo si colloca l'origine della parrocchia autonoma (anche se non come la intendiamo oggi) unitamente alla formazione del “Comune rurale” e allo sfaldamento dell'apparato feudale. Così mentre fino al XII secolo tutta la vita religiosa del popolo ruotava attorno alla Pieve e tutte le altre chiese non erano altro che succursali od oratori della stessa, da ora in poi il rettore viene nominato direttamente dai rappresentanti del “popolo” con la conferma del Pievano.
La vicinia di Nocchi allora era formata da diverse località che avevano in comune l'uso della chiesa; Mansana, Ceppo, Pino, Fontana, Piano, Guarceto, Tersona e Sala.
Sotto la spinta del giovane Comune di Lucca, sorsero nella valle di Camaiore altre comunità simili a quella di Nocchi, le quali designavano propri rappresentanti col nome di “consoli”a tutela della propria economia e del proprio territorio in un periodo di sviluppo produttivo e commerciale ed erigevano un vero e proprio statuto di regole che tutti dovevano rispettare.
Nel 1308 lo Statuto Lucchese suddivide il suo contado in 11 giurisdizioni amministrative chiamate Vicarie. A capoluogo della nostra fu elevata Camaiore da cui dipendeva il controllo di Nocchi, Pieve, Pontemazzori, Corsanico, Montemagno, Pedona e Gombitelli che lo Statuto riconosceva come “Comuni Rurali”. I contadini nonostante ciò continuavano a lavorare la terra sottoposti a contratti di livello e solo in pochi casi divennero liberi proprietari.
Da un Estimo del comune di Nocchi del 1340 circa, sappiamo che vi erano 62 famiglie che contavano 320 persone e che nel territorio erano attivi 5 mulini idraulici.
Il secolo successivo, invece, fu segnato da carestie e pestilenze che portarono un forte calo della popolazione col rispettivo abbandono delle terre per mancanza di braccia tanto che nell'Estimo del 1410 a Nocchi erano estimate 24 famiglie. 
Alla fine del Quattrocento avviene una ripresa dell'economia tanto che nel Cinquecento Camaiore diviene la località più ricca e popolosa del Contado Lucchese.
Nella seconda metà del Cinquecento avviene il processo di appoderamento di più terre che formano un'unica proprietà condotta da contadini in affitto o a “mezzadria”. Così a Nocchi molte terre furono acquistate dai nobili Montecatini di Lucca che nel Settecento fecero costruire la splendida villa oggi molto rinomata. Essi erano anche proprietari di mulini e frantoi lungo il fiume Lucese fino al 1821 quando dopo l'arrivo dei francesi cedettero le proprie terre ed anche la villa ai Graziani. 

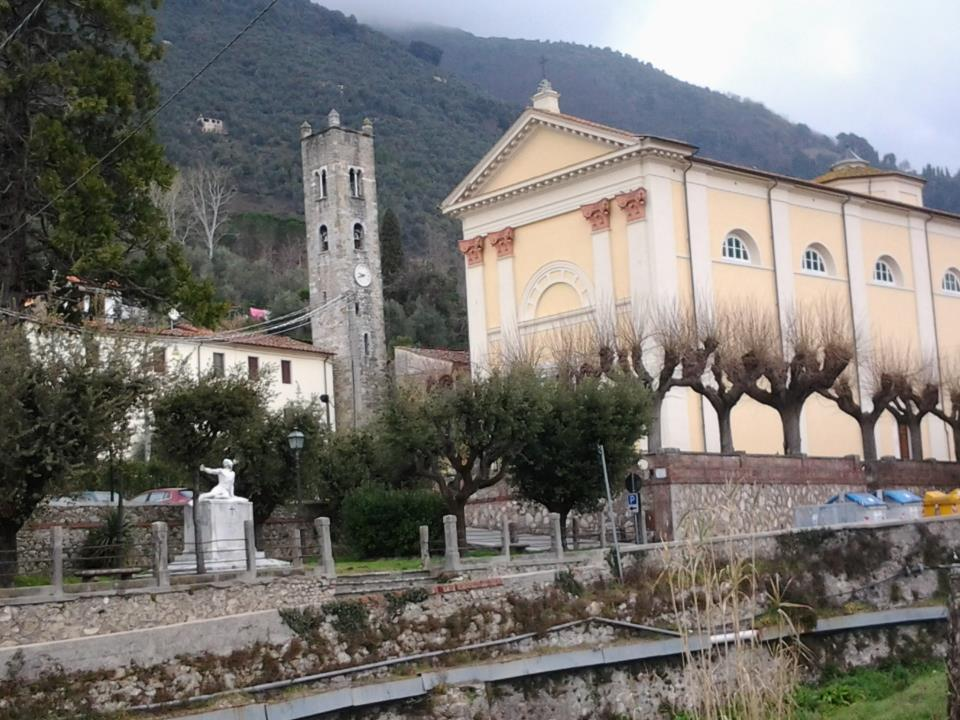
Chiesa Parrocchiale di Nocchi

### L'economia del territorio
Fino quasi ai giorni nostri l'economia di questa terra era fondata sull'agricoltura e l'allevamento, unici mezzi di sostentamento per i contadini. Le selve di castagni prosperavano ma la vera ricchezza del luogo era l'olivo. L'alimentazione si basava essenzialmente sulle farine di grano, granoturco e castagne, integrate da legumi patate e cereali minori. In questo periodo si ha la massima espansione degli opifici sul Lucese, dal Catasto vecchio (con mappe rilevate tra l'ultimo periodo del Ducato di Lucca e i primi anni dell'Italia unita) sappiamo che a Nocchi nel 1867 c'erano circa 20 fra mulini e frantoi di cui ora possiamo ammirare solo i resti e solo in qualche caso le strutture idrauliche sono intatte.

### Le gore
I numerosi mulini e frantoi che erano presenti lungo il fiume Lucese erano alimentati dalle gore: deviazioni di parte dell'acqua del torrente che attraverso vari percorsi e incalanature raggiungevano la ruota del mulino mettendone in funzione il meccanismo. Queste gore erano molto importanti anche per l'irrigazione dei campi, inoltre lungo questi percorsi si trovavano i Lavatoi dove le donne del paese accorrevano per lavare i panni. Attualmente è ancora in funzione la gora che partendo da località "Di là dall'acqua" raggiunge il complesso delle case della Chiesa dove alimentava ben due ruote idrauliche. Sono ancora intatti e ben visibili i Lavatoi.

## La chiesa parrocchiale
Al centro di questa valle sorge la chiesa parrocchiale dedicata ai Santi Pietro e Paolo. Più volte modificata nel corso dei secoli è stata completamente ricostruita dalle fondamenta nel 1861 e consacrata il 24 aprile 1864. È affiancata da un campanile in stile romanico sicuramente di epoca precedente e facente parte della chiesa antica ma riadattato e prolungato per adattarsi alle dimensioni di quella attuale. La struttura all'interno si presenta come una grande aula rettangolare lunga circa 39 metri e larga 14, le pareti sono decorate con lesene e archi a tutto sesto, la volta a botte è completamente affrescata, nella parte sopra il presbiterio si trova la cupola sorretta da quattro colonne in stile ionico. Nel presbiterio si trova l'altare maggiore mentre alle pareti laterali sono presenti due altari dedicati a Gesù crocifisso e Maria SS. delle Grazie. Nei primi anni del novecento sono state aggiunte due edicole contenenti le statue del Sacro Cuore di Gesù e di Maria Santissima Addolorata. Entrando dal portone di ingresso sulla sinistra si trova l'antico Fonte battesimale. Inoltre da notare all'interno della chiesa sono un Ciborio in marmo del maestro scultore Donato Benti, un'acquasantiera di Stagio Stagi, il portale della sacrestia come pure quello della porta esterna laterale datato 1553, il crocifisso di scuola lucchese probabilmente del 1400; tutte opere di epoca precedente l'attuale chiesa e probabilmente provenienti da quella antecedente. Al centro della cantoria sopra la porta di ingresso si trova l'organo a canne del 1887 costruito dall'organaro Evaristo Santarlasci ancor oggi funzionante e in buono stato di conservazione.
La parrocchia di San Pietro in Nocchi fa parte dell'Arcidiocesi di Lucca.

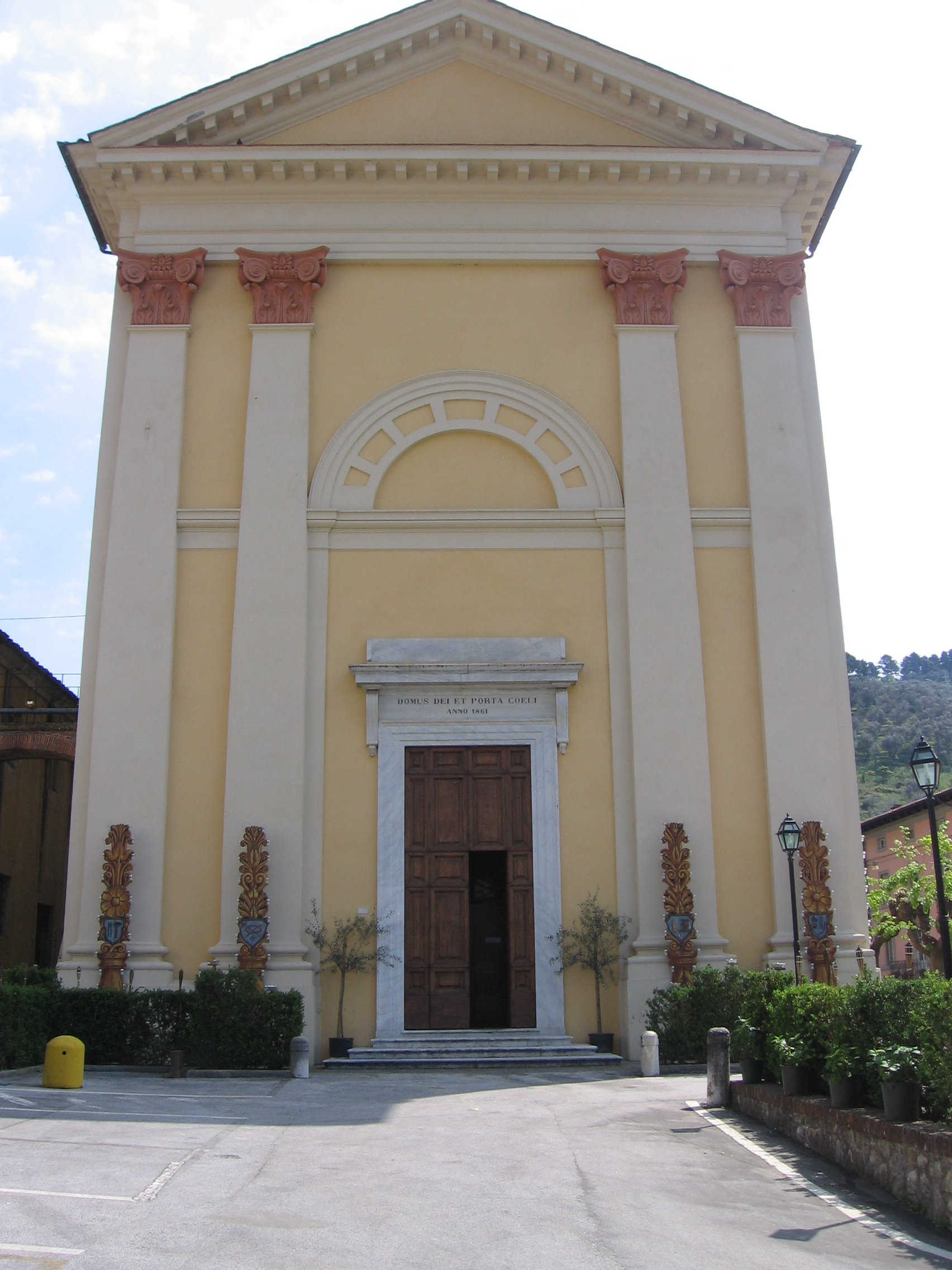
Facciata della chiesa
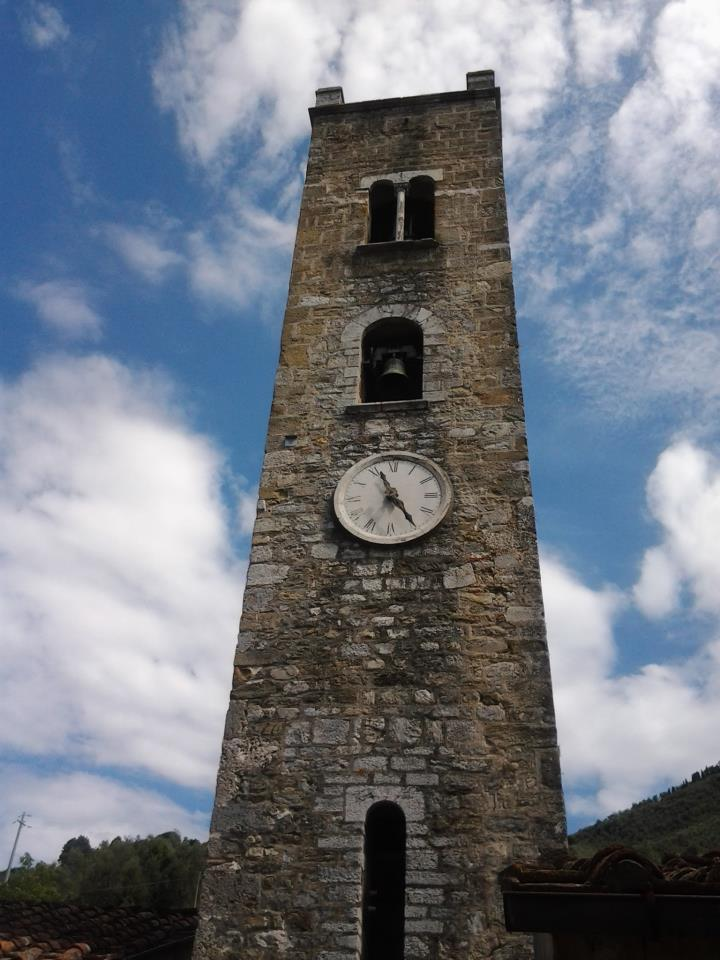
Il Campanile
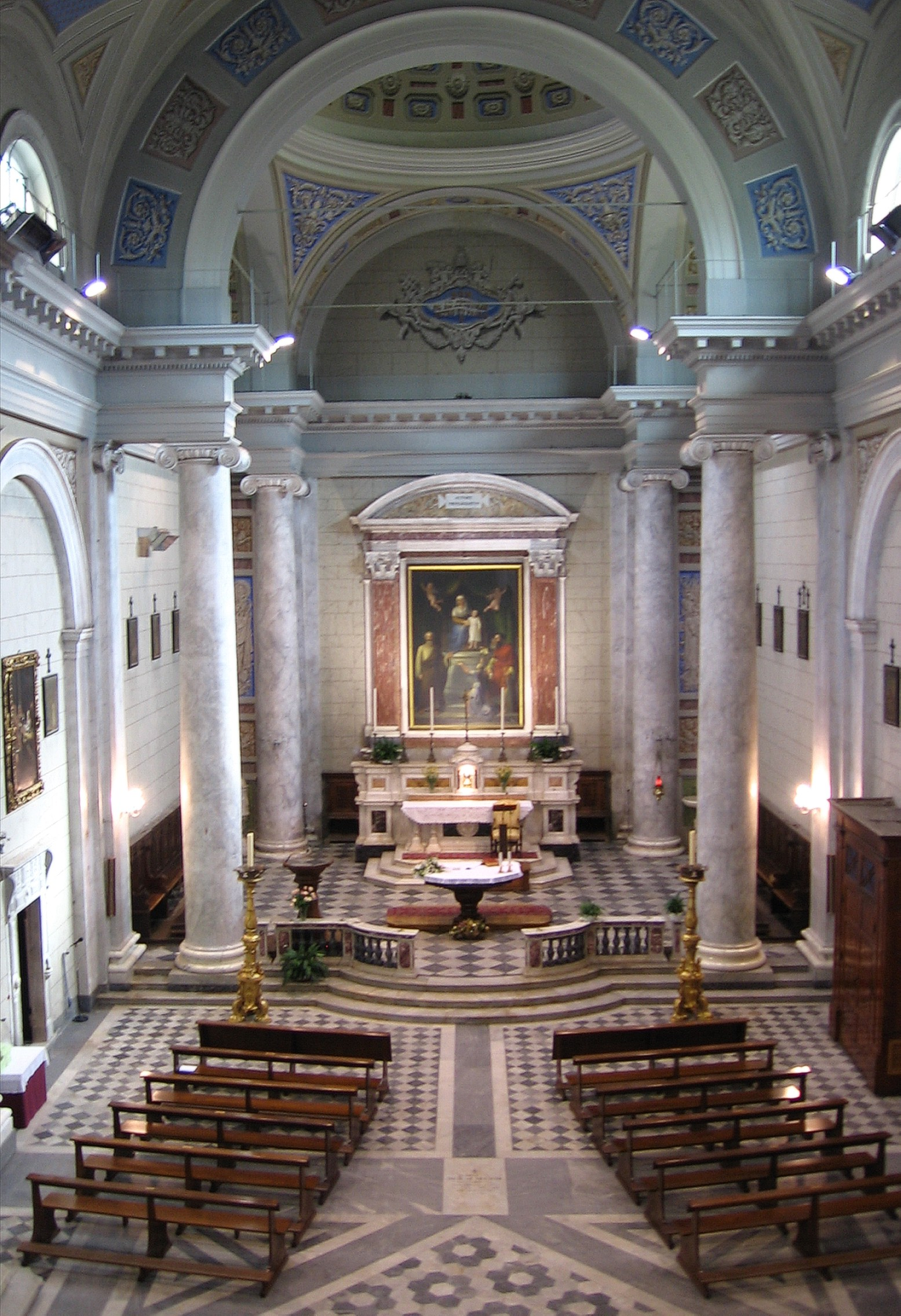
Interno delle chiesa
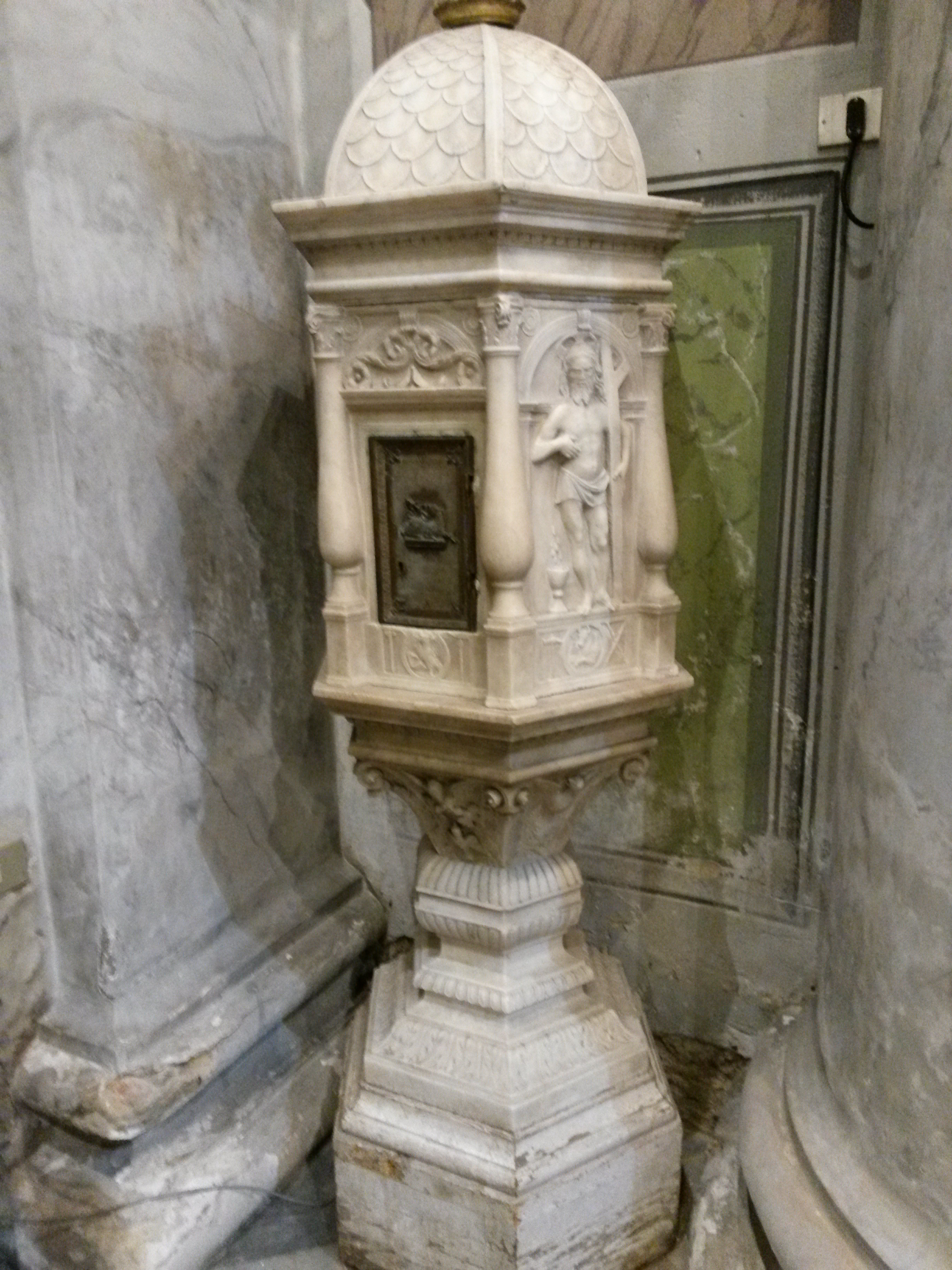
Ciborio esagonale in marno di Donato Benti
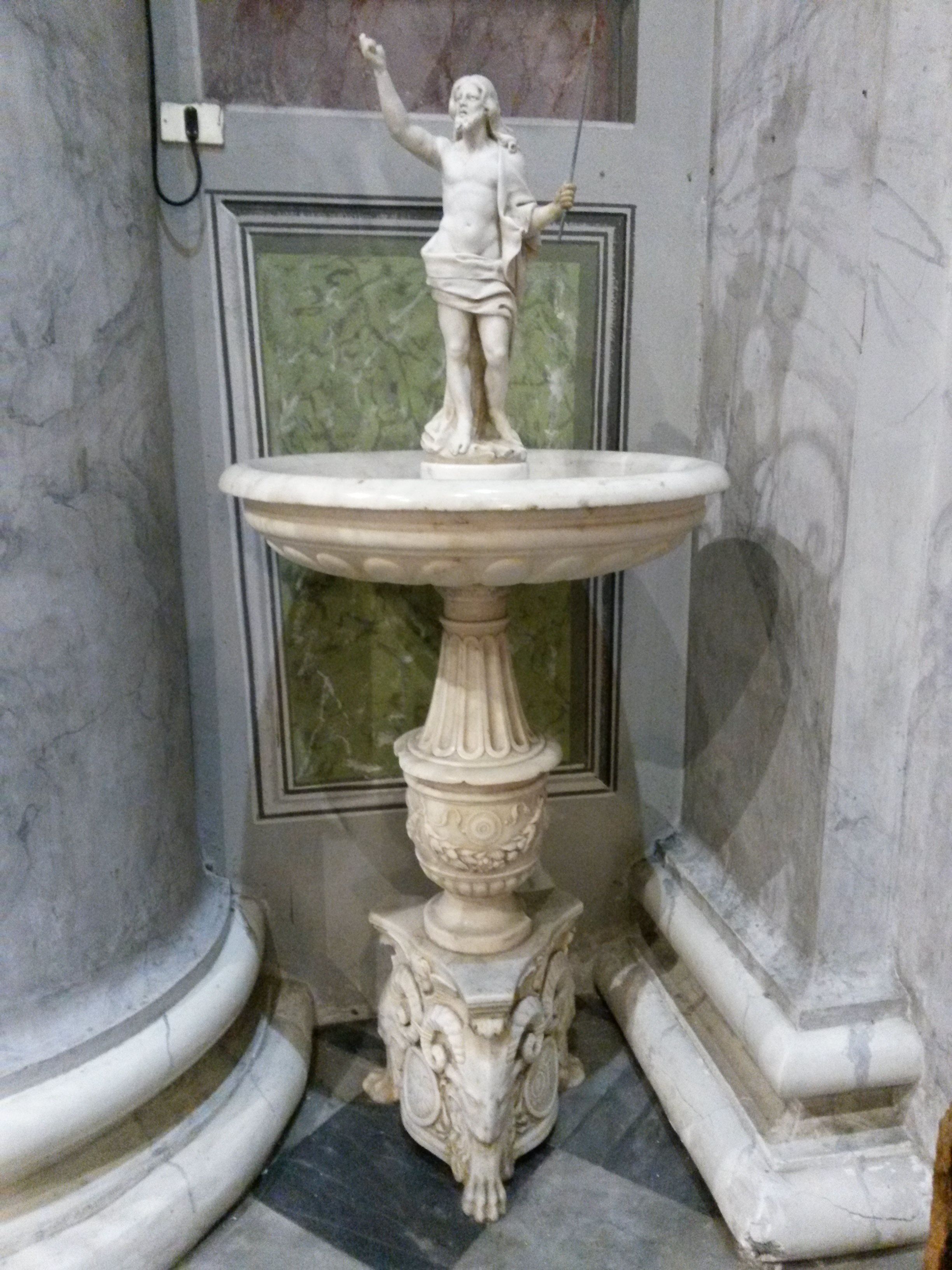
Acquasantiera in marmo di Stagio Stagi
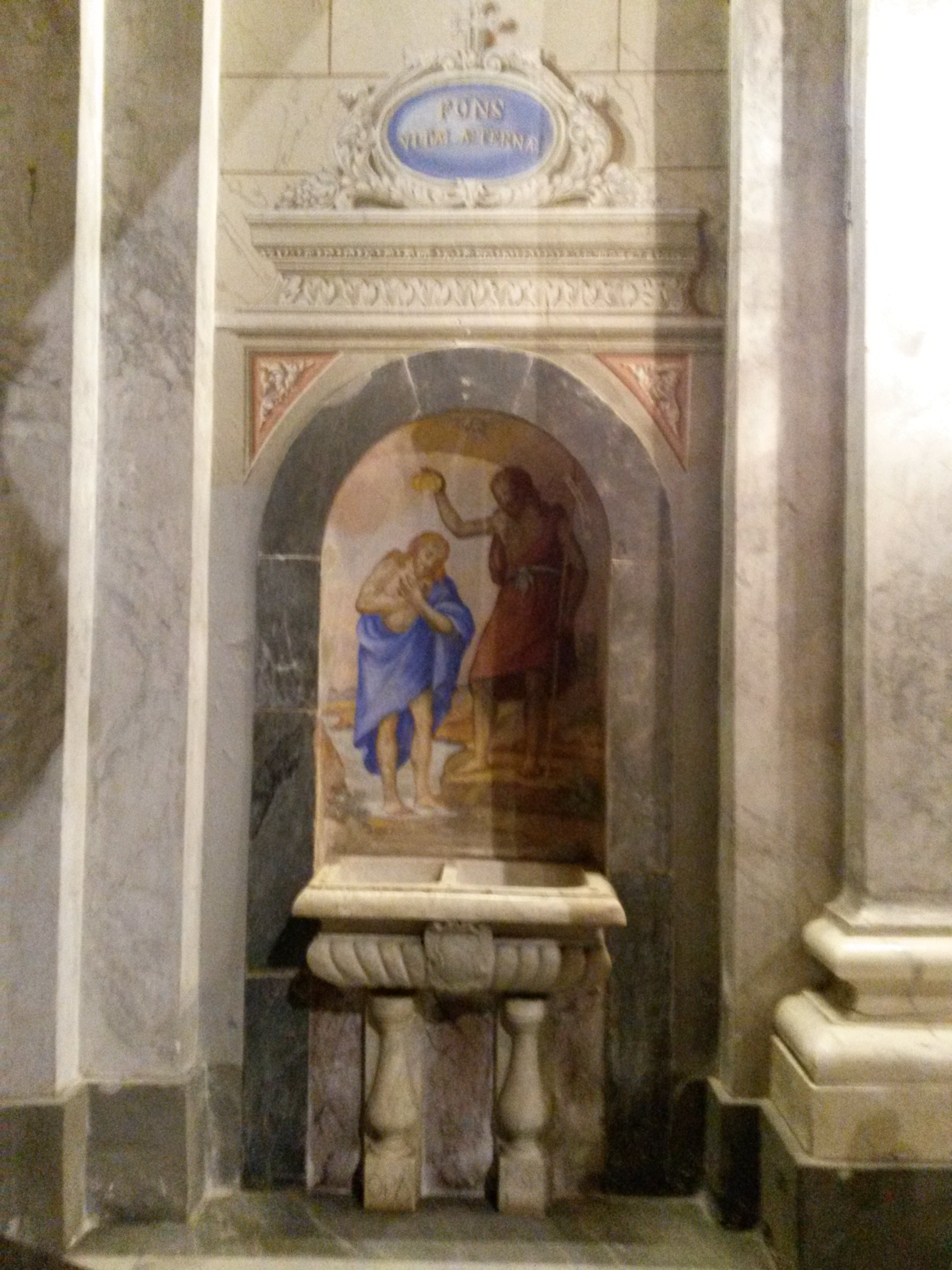
Fonte battesimale del 1652
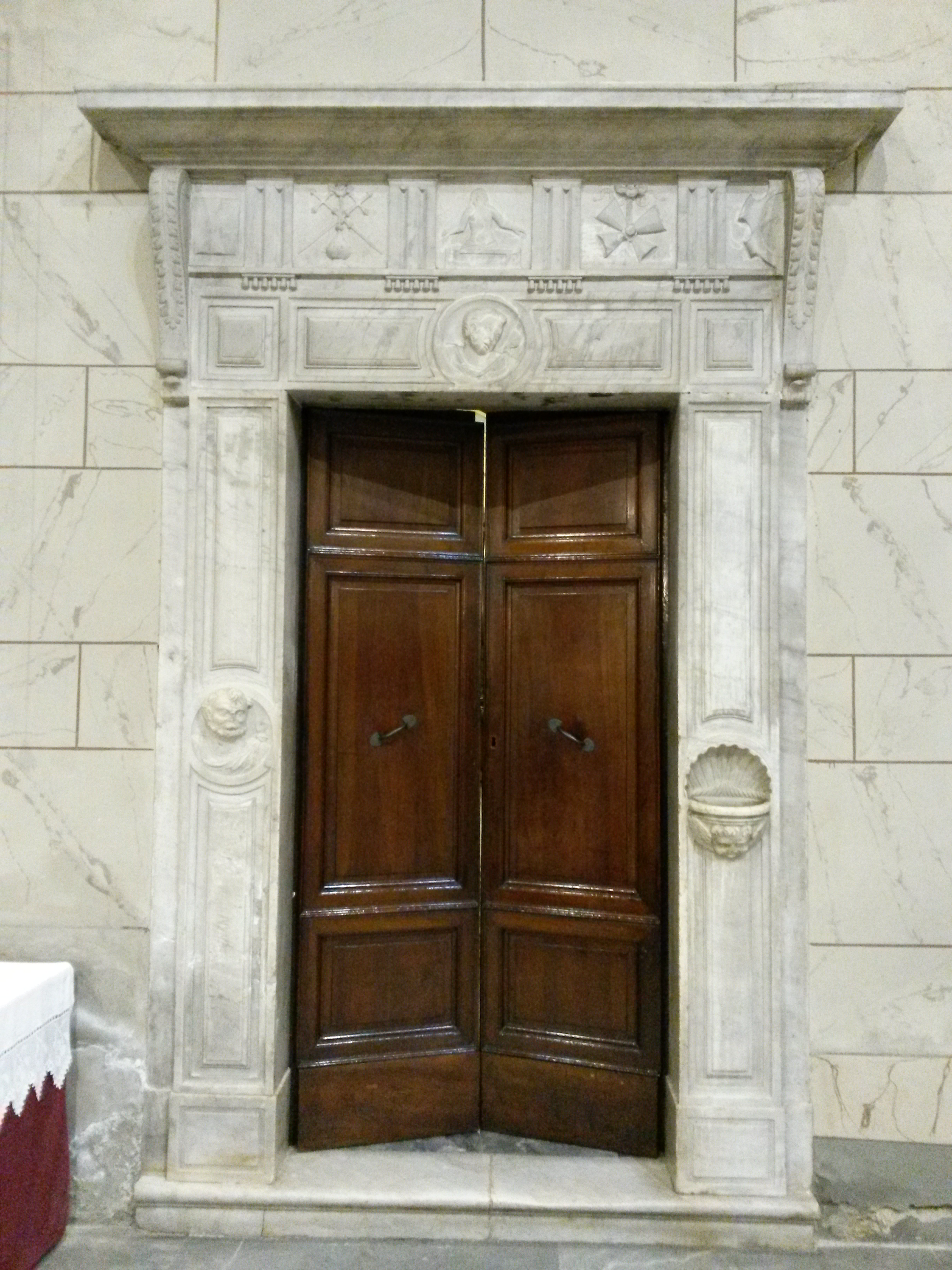
Portale della sacrestia
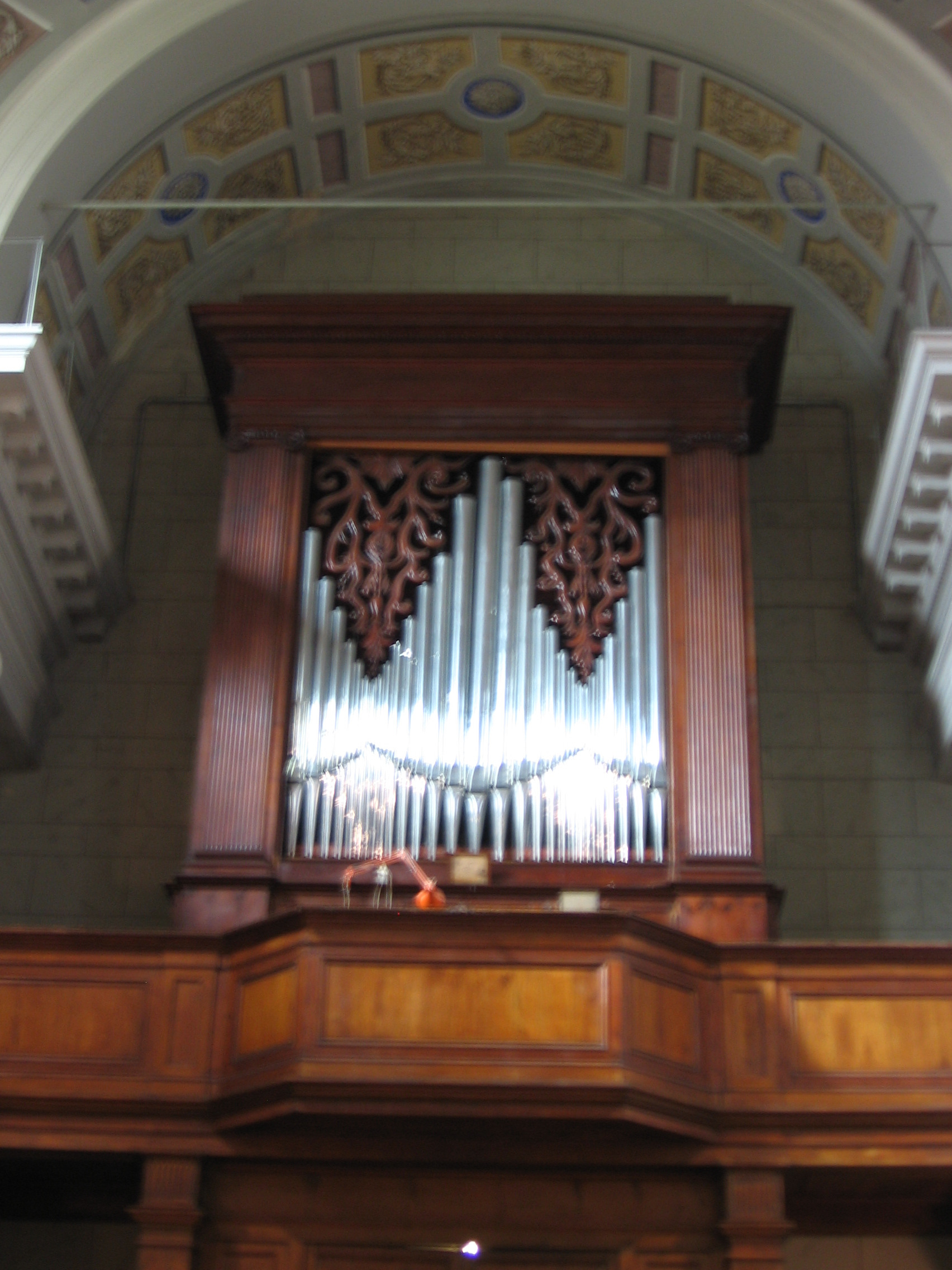
Organo Santarlasci

### Tradizioni e feste
Le principali tradizioni di questo paese sono legate alla vita religiosa della comunità che nel passato rappresentava l'unico motivo di aggregazione e potremmo dire di "svago" dei propri abitanti, persone semplici contadini, mezzadri, che in queste tradizioni riconoscevano una vera e propria identità comunitaria.
La ricorrenza più importante (anche se la meno antica) è la Processione Triennale di Gesù Morto che similmente a quella di Camaiore si svolge ogni tre anni il Venerdì Santo. In questa occasione tutto il paese partecipa illuminando le case e i dintorni di tutta la frazione, vengono anche innalzate croci illuminate a cera e rappresentanti la tragedia del Golgota, i cosiddetti "Calvari". Sul far della sera ha inizio la processione in cui viene ancor oggi portato a spalla il grande palco della deposizione di Gesù. Per questa circostanza accorrono a Nocchi numerosi fedeli e turisti anche dai paesi vicini. 
Altra tradizione significativa per gli abitanti di Nocchi è la festa della Madonna delle Grazie che si celebra la prima domenica di maggio, in questa occasione viene portata in processione l'antica statua della Madonna risalente al XVI-XVII secolo. Questa festa fu istituita nel corso del 1600 per ringraziare la Vergine di aver preservato gli abitanti di Nocchi dalla peste.
Infine la luminara dei Santi Pietro e Paolo che si svolge nei giorni vicini al 29 giugno (festa liturgica dei Santi) e che percorre l'antica gora in località Rodeschi illuminata a festa con tradizionali "palloni" colorati (rificolone) che un tempo erano realizzati a mano oggi sostituiti da forme più moderne che si trovano in commercio. 

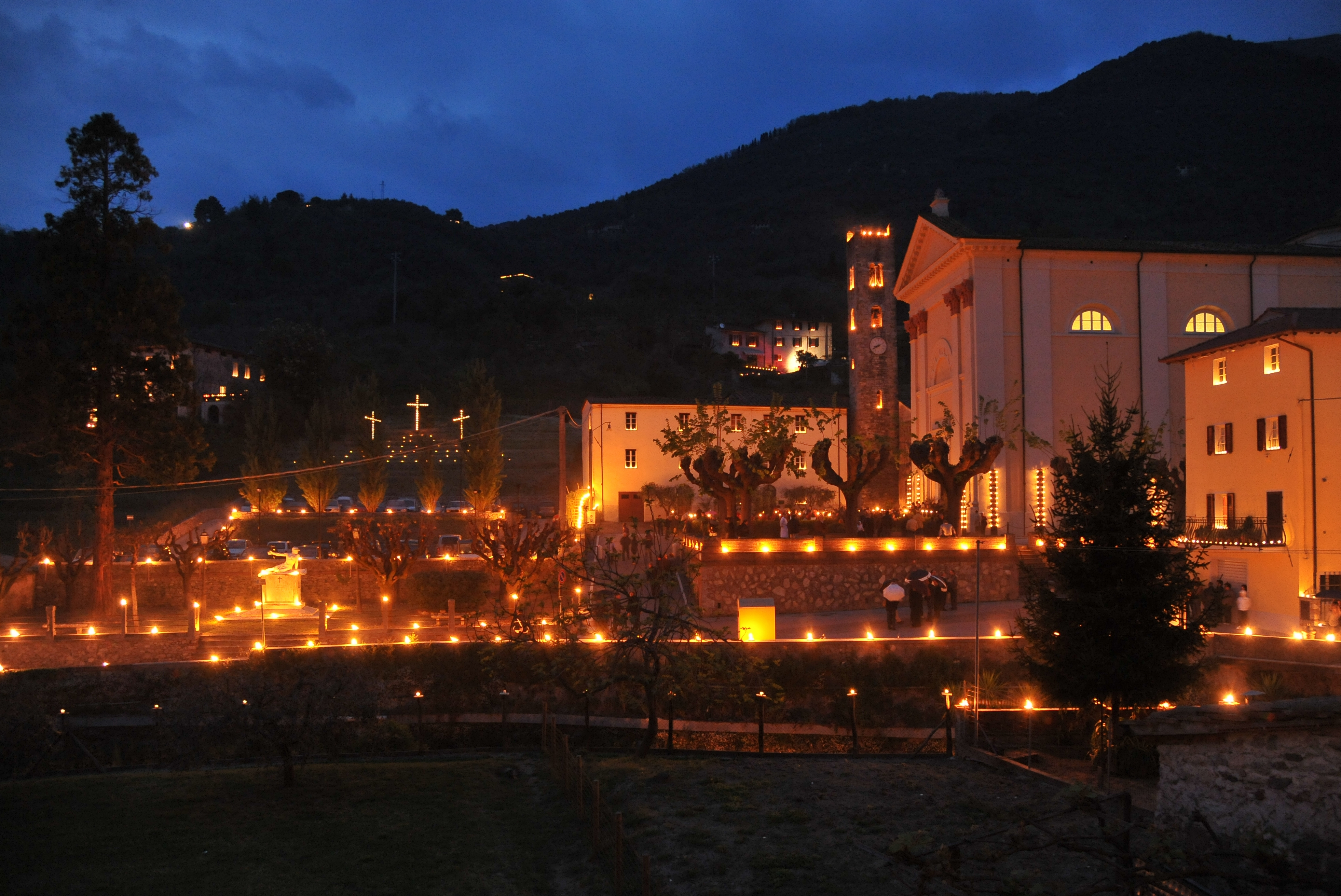
Luminara di "Gesù Morto"

## Palio dei Rioni
Nocchi è uno dei sedici rioni partecipanti al "Palio dei Rioni di Camaiore" che si svolge nella prima metà di luglio a Camaiore. Esso è uno dei rioni "storici" ovvero che hanno dato vita a questo evento iniziato nel lontano 1959. Questa manifestazione si svolge nello stadio comunale ed entra nel vivo nelle quattro sere in cui i rioni si sfidano in vari giochi come il "tiro alla fune", "Palo della Cuccagna", "Corsa con la secchia" ecc. vince chi al termine dei giochi ha realizzato il maggior punteggio. Il simbolo del rione Nocchi è il falco ed i suoi colori sono il Verde e il Giallo. 
Il rione Nocchi ha vinto questo palio nel 1987 e nel 2010.